# Motta de' Conti
Motta de' Conti je italská obec v provincii Vercelli v oblasti Piemont.
K 31. prosinci 2010 zde žilo 812 obyvatel.

## Sousední obce
Candia Lomellina , Caresana, Casale Monferrato, Langosco, Villanova Monferrato